# Azog
Azog es un personaje ficticio creado por J. R. R. Tolkien para los libros de su legendarium de la Tierra Media y el autoproclamado rey de los orcos de Moria. Era un orco muy fuerte, ágil y rápido. Cuando Thrór y Nár llegaron a Moria, Thrór fue asesinado por Azog, le cortó la cabeza y en ella marcó su nombre. Pero permitió a Nár huir y así pudo contarle a Thráin lo ocurrido. Cuando el pueblo de los enanos se enteró, comenzó la guerra contra los orcos. 
En el año 2799 de la Tercera Edad del Sol, al lado del lago Kheled-zâram, tuvo lugar la batalla de Azanulbizar. Náin, rey de las Colinas de Hierro, al llegar a las puertas de Moria retó a Azog, que salió acompañado de su guardia personal. Tras una intensa lucha, Azog mató a Náin, pero poco le duró la alegría, pues los Enanos estaban ganando a los Orcos. Entonces Azog intentó retirarse, pero Dáin II lo alcanzó y lo mató. Su único hijo conocido fue Bolgo.

## Representación en las adaptaciones
En la trilogía basada en El hobbit de Peter Jackson el actor que presta sus movimientos a Azog es Manu Bennett, conocido por haber interpretado el papel de Crixo en todas las temporadas de Spartacus: Blood and Sand. Azog es representado como un orco grande y pálido que actúa con notable fiereza y crueldad. 
Durante la batalla de Azanulbizar le corta la cabeza al rey Thrór. Thorin, afectado por la muerte de su abuelo, lucha contra Azog, y este le hace perder el escudo con la maza. Cogiendo un trozo de roble como escudo para parar los golpes, Thorin corta el brazo de Azog con su espada. Otros orcos le retiran hacia la puerta de Moria. 
Mientras los enanos están en viaje hacia Erebor el pálido orco sigue con vida y desea vengarse cortándole la cabeza a Thorin. Al final de la primera película de la trilogía es el jefe de los orcos y huargos que se dedican a atacar a los enanos en los árboles de las Montañas Nubladas.
En la segunda entrega de la saga de El hobbit, el Nigromante nombra a Azog como comandante de la legión de orcos que está formando para la guerra. Dicha guerra continúa en la última entrega, donde Azog dirige la legión de orcos en la batalla de los Cinco Ejércitos y asesina a Fili. Posteriormente sostiene una lucha con Thorin donde lo hiere de muerte, pero Thorin logra matar a Azog atravesándole con su espada.